# Gerard Gumbau
Gerard Gumbau Garriga, né le 18 décembre 1994 à Campllong (province de Gérone, Espagne), est un footballeur espagnol qui joue au poste de milieu de terrain au Grenade CF.

## Biographie
Gerard Gumbau joue dans les catégories juniors du Girona FC et débute avec l'équipe réserve lors de la saison 2012-2013. La saison suivante, Gumbau est titulaire en équipe réserve (34 matchs, 6 buts inscrits) et est convoqué plusieurs fois en équipe première.
Le 1er juillet 2014, il signe un contrat de trois ans avec le FC Barcelone. Le 23 août 2014, il joue son premier match comme professionnel avec le FC Barcelone B face à Osasuna en deuxième division.
Gumbau marque son premier but chez les pros le 7 septembre 2014 face au Real Saragosse (victoire 4 à 1).
Il débute avec l'équipe première du FC Barcelone le 15 janvier 2015 lorsqu'il est titularisé en 1/8e de finale de la Coupe d'Espagne face au club d'Elche CF (victoire 4 à 0).
Il fait une autre apparition avec l'équipe première du FC Barcelone lors du premier match de la pré-saison 2015-2016 en rentrant à la seconde période contre le club américain des LA Galaxy (victoire 1 à 2).
Il joue son premier match de Liga avec l'équipe première du FC Barcelone le 20 septembre 2015 lors du match FC Barcelone - Levante UD (victoire 4-1) en remplaçant Sergio Busquets en seconde mi-temps.
Il quitte le FC Barcelone en juillet 2017 après une promotion en D2 avec l'équipe réserve, et signe avec le CD Leganés qui joue en première division.

## Statistiques
Mise à jour le 25-09-2015.
| Club           | Saison        | Championnat | Championnat | Coupe nationale | Coupe nationale | Coupe d'Europe | Coupe d'Europe | Autre   | Autre | Total   | Total |
| Club           | Saison        | Matches     | Buts        | Matches         | Buts            | Matches        | Buts           | Matches | Buts  | Matches | Buts  |
| -------------- | ------------- | ----------- | ----------- | --------------- | --------------- | -------------- | -------------- | ------- | ----- | ------- | ----- |
| Girona B       | 2012–13       | 1           | 1           | —               | —               | —              | —              | —       | —     | 1       | 1     |
| Girona B       | 2013–14       | 31          | 6           | —               | —               | —              | —              | —       | —     | 31      | 6     |
| Girona B       | Total         | 32          | 7           | —               | —               | —              | —              | —       | —     | 32      | 7     |
| FC Barcelona B | 2014–15       | 38          | 3           | —               | —               | —              | —              | —       | —     | 38      | 3     |
| FC Barcelona B | 2015–16       | 16          | 2           | —               | —               | —              | —              | —       | —     | 2       | 1     |
| FC Barcelona B | Total         | 54          | 4           | —               | —               | —              | —              | —       | —     | 40      | 4     |
| FC Barcelone   | 2014–15       | 0           | 0           | 1               | 0               | 0              | 0              | —       | —     | 1       | 0     |
| FC Barcelone   | 2015–16       | 3           | 0           | 2               | 0               | 3              | 0              | —       | —     | 8       | 0     |
| FC Barcelone   | Total         | 3           | 0           | 3               | 0               | 3              | 0              | —       | —     | 9       | 0     |
| Career totals  | Career totals | 89          | 12          | 3               | 0               | 3              | 0              | —       | —     | 95      | 12    |

## Palmarès
FC Barcelone
- Copa del Rey : 2015
- Championnat d'Espagne : 2016